# Скомпе (Куявсько-Поморське воєводство)
Скомпе (пол. Skąpe, нім. Hermannsdorf) — село в Польщі, у гміні Хелмжа Торунського повіту Куявсько-Поморського воєводства.
Населення — 605 осіб (2011).
У 1975-1998 роках село належало до Торунського воєводства.

## Демографія
Демографічна структура станом на 31 березня 2011 року:
|          | Загалом | Допрацездатний вік | Працездатний вік | Постпрацездатний вік |
| -------- | ------- | ------------------ | ---------------- | -------------------- |
| Чоловіки | 291     | 76                 | 191              | 24                   |
| Жінки    | 314     | 77                 | 176              | 61                   |
| Разом    | 605     | 153                | 367              | 85                   |